# Pseudoeryx plicatilis

## Présentation
Le Pseudoeryx écailleux ou Pseudoeryx plicatilis est une espèce de serpent aquatique de la famille des Dipsadidae. Elle fréquente essentiellement les zones humides et marécageuses. C'est un serpent au comportement parfois mordeur lorsqu'il est importuné ou manipulé, c'est une espèce aglyphe ne possédant pas de crochets venimeux. Sa morsure est donc sans enjeux majeurs. Mais elle est susceptible de provoquer des infections si elle n'est pas désinfectée. Ce risque s'explique par son régime alimentaire et son mode de vie où les bactéries prolifèrent davantage. 
Espèce
Synonymes
- Coluber plicatilis Linnaeus, 1758
- Pseudoeryx daudinii Fitzinger, 1826
- Pseudoeryx mimeticus Cope, 1885
- Pseudoeryx plicatilis var. anomalepis Bocourt, 1895
- Hydrops lehmanni Dunn, 1944
- Pseudoeryx plicatilis ecuadorensis Mertens, 1965

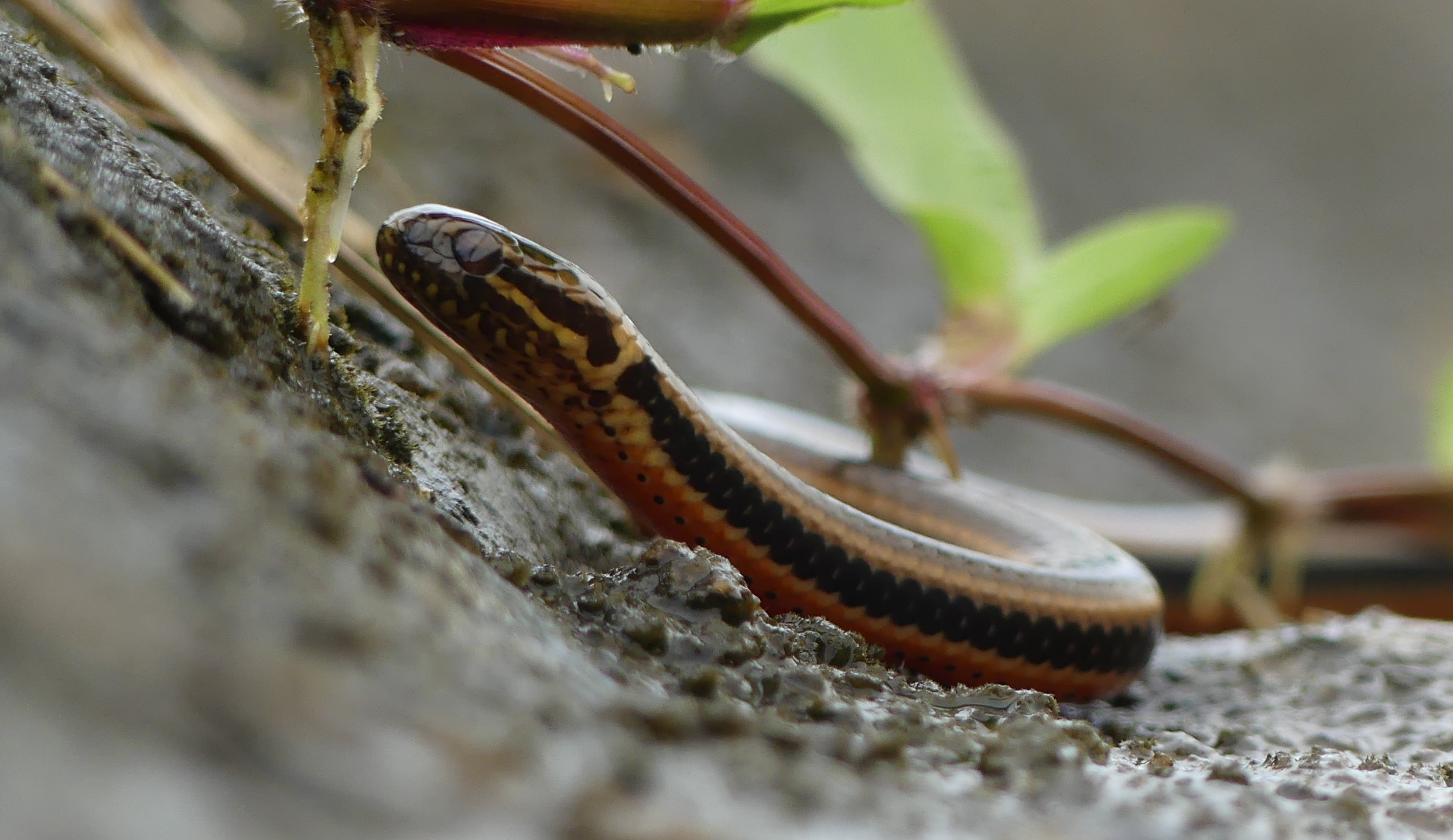
Nouveau né d'un Pseudoryx plicatilis

Statut de conservation UICN

 LC  : Préoccupation mineure

## Répartition
Cette espèce se rencontre en Amérique du Sud, à l'exception du Chili, du Sud de l'Argentine et de l'Uruguay.

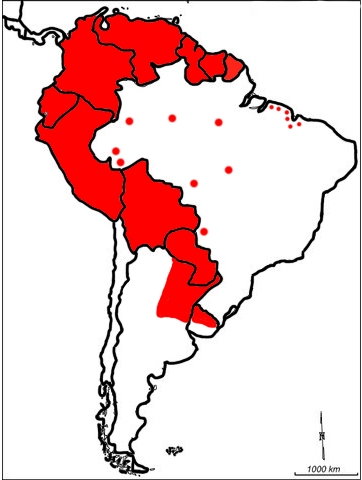
Carte de répartition de Pseudoeryx plicatilis

## Identification
D'une apparence trapue avec une tête peu distincte du corps le Pseudoeryx écailleux adulte se reconnaît à ses écailles très marquées sur l'ensemble du corps et aux traits noirs visibles de chaque côtés de la tête. Au niveau de la face dorsale sa couleur générale est d'un marron claire, sur les flancs on remarque la présence d'un trait noir entouré de deux bandes jaunes longitudinales sur toute la longueur du corps. La face ventrale quant à elle présente une couleur beige parsemée d'une multitude de petits points noirs longitudinaux et symétriques, situés sur chaque côté du bas des flancs, ils ne sont pas visibles sans retourner le serpent. Les yeux sont petits et les pupilles rondes, adaptés à son mode de vie dulçaquicole.

## Alimentation
Le régime alimentaire de cette espèce est connu pour être principalement piscivore.Elle se sert de ses longs crochets avants pour maintenir ses proies glissantes, particulièrement lorsqu'elles sont entourées de mucus.

## Comportement
Quelques techniques et postures de défense ont été observéeschez le Pseudoeryx écailleux :
- Un aplatissement dorso-ventral total du corps afin de se montrer plus imposant et de potentiellement impressionner un prédateur ou un agresseur.
- Un nœud complexe cachant la tête et le cloaque, qu'il élabore avec son propre corps.
- Un retournement positionnant l'individu sur sa face dorsale, hormis la tête, exposant sa face ventrale jaune et ses nombreux pointillés noirs.
Les serpents du genre Helicops seraient également capables de ces mêmes techniques de défenses.

## Liste des sous-espèces
Selon The Reptile Database (30 août 2013) :
- Pseudoeryx plicatilis mimeticus Cope, 1885
- Pseudoeryx plicatilis plicatilis (Linnaeus, 1758)

## Publications originales
- Cope, 1885 : Catalogue of the Species of Batrachians and Reptiles contained in a collection made at Pebas, Upper Amazon, by John Hauxwell. Proceedings of the American Philosophical Society, vol. 23, p. 94-103 (texte intégral).
- Linnaeus, 1758 : Systema naturae per regna tria naturae, secundum classes, ordines, genera, species, cum characteribus, differentiis, synonymis, locis, ed. 10 (texte intégral).